# Elecciones en Estonia
Estonia elige una legislatura a nivel nacional. El Riigikogu cuenta con 101 miembros, elegidos por un período de cuatro años mediante representación proporcional con un umbral electoral del 5 %. El jefe de Estado –el presidente– es elegido por un período de cinco años por el parlamento —de la primera a la tercera ronda— o por un colegio electoral —a partir de la cuarta ronda—. A nivel local, Estonia elige consejos de gobierno local, cuyo tamaño varía. La ley electoral establece el tamaño mínimo de un consejo según el tamaño del municipio. Los consejos de gobierno local también se eligen mediante representación proporcional.

## Votación
Los residentes sin ciudadanía estonia no pueden votar en el Riigikogu —el parlamento nacional—. Los residentes sin la ciudadanía de un estado miembro de la Unión Europea no pueden votar en el Parlamento Europeo ni en los consejos municipales.
Los ciudadanos extranjeros fueron elegibles para votar en las elecciones locales —municipales— en Estonia hasta 2025, siendo las últimas elecciones en las que pudieron votar las municipales de 2021. Los residentes apátridas, o los llamados «no ciudadanos» que poseen el pasaporte de extranjero de Estonia, son elegibles para votar hasta las elecciones municipales de 2025, pero no después.
El voto electrónico se basa en la tarjeta de identidad estonia. Cada votante tiene derecho a verificar y cambiar su voto electrónicamente. Si el votante también ha votado con una papeleta en papel, entonces solo se tendrá en cuenta esta última.

## Últimas elecciones parlamentarias
La votación en las embajadas de Estonia en el extranjero tuvo lugar entre el 18 y el 23 de febrero de 2023. El Comité Electoral Nacional anunció que el 47,3 % de los votantes emitieron su voto durante el período de votación anticipada, que comenzó el 27 de febrero y finalizó antes del 5 de marzo, la mayoría de los cuales votó en línea.  Los colegios electorales del 5 de marzo de 2023 estuvieron abiertos desde las 9:00 hasta las 20:00.
Un total de 966 129 ciudadanos tenían derecho a votar en las elecciones. La participación alcanzó aproximadamente el 63 % para las 19:00, según Eesti Rahvusringhääling, con la mayor participación en el condado de Rapla y la menor en el condado de Ida-Viru. Con 312 181 votos electrónicos, estas fueron las primeras elecciones en las que más de la mitad de los votos se emitieron en línea.

Más tarde ese mismo día, Eesti Rahvusringhääling, Reuters y Associated Press informaron que el Partido Reformista ganó la mayor cantidad de votos y escaños en el Riigikogu, seguido por EKRE en segundo lugar y el Partido del Centro en tercer lugar. Además, Eesti Rahvusringhääling informó que Estonia 200 entraría por primera vez al Riigikogu desde su fundación.
| Candidato                               | Candidato                               | Candidato                               | Partido/Coalición                       | Votos   | Porcentaje    |
| --------------------------------------- | --------------------------------------- | --------------------------------------- | --------------------------------------- | ------- | ------------- |
|                                         |                                         | —                                       | Partido Reformista Estonio              | 190 632 | —             |
|                                         |                                         | —                                       | Partido Popular Conservador de Estonia  | 97 966  | —             |
|                                         |                                         | —                                       | Partido del Centro Estonio              | 93 254  | —             |
|                                         |                                         | —                                       | Estonia 200                             | 81 329  | —             |
|                                         |                                         | —                                       | Partido Socialdemócrata                 | 56 584  | —             |
|                                         |                                         | —                                       | Isamaa                                  | 50 118  | —             |
|                                         |                                         | —                                       | Partido de la Izquierda Unida Estonia   | 14 605  | —             |
|                                         |                                         | —                                       | Parempoolsed                            | 14 037  | —             |
|                                         |                                         | —                                       | Verdes Estonios                         | 5886    | —             |
|                                         |                                         | —                                       | Independientes                          | 5888    | —             |
| Total de votos válidos                  | Total de votos válidos                  | Total de votos válidos                  | Total de votos válidos                  |         | —             |
| Votos nulos                             | Votos nulos                             | Votos nulos                             | Votos nulos                             | 3502    | —             |
| Total de votos emitidos (participación) | Total de votos emitidos (participación) | Total de votos emitidos (participación) | Total de votos emitidos (participación) | 312 181 | \| \| 63 % \| |
| Población                               | Población                               | Población                               | Población                               | 966 129 |               |
| Comité Electoral Nacional               |                                         |                                         |                                         |         |               |
|                                         | 63 %                                    |                                         |                                         |         |               |